# Make Some Noise
 (avril 2017).
Si vous disposez d'ouvrages ou d'articles de référence ou si vous connaissez des sites web de qualité traitant du thème abordé ici, merci de compléter l'article en donnant les références utiles à sa vérifiabilité et en les liant à la section « Notes et références ».
Singles
1. #9 Dream
Sortie : 13 mars 2007
2. Working Class Hero
Sortie : 1er mai 2007
3. Instant Karma
Sortie : 30 juin 2007

Make Some Noise est une campagne d'Amnesty International utilisant la musique de John Lennon pour promouvoir les droits de l'homme et, pour cet album, afin de sauver le Darfour.
Cette campagne a en son centre un double-CD, sorti en 2007, contenant uniquement des reprises de chansons parmi les plus connues de John Lennon, à l'époque en solo, interprétées par 28 artistes ou groupes connus différents.

## Présentation
Le lancement mondial de la campagne Make Some Noise a lieu le 10 décembre 2005, Journée internationale des droits de l'homme, avec la publication de quatre singles exclusifs disponibles en téléchargement numérique. Un album de collecte de fonds, Instant Karma: la campagne d'Amnesty International pour sauver le Darfour (en), suit en 2007.
Les artistes participant à cette compilation sont, également, engagés dans la promotion des droits de l'homme.
Les fonds récoltés par la vente de cet album sont directement reversés à Amnesty International pour aider au bon déroulement de la campagne.

## Liste des titres
| 1.  | Instant Karma       | U2                                               | 3:14 |
| 2.  | #9 Dream            | R.E.M.                                           | 4:38 |
| 3.  | Mother              | Christina Aguilera                               | 4:47 |
| 4.  | Give Peace a Chance | Aerosmith feat. Sierra Leone's Refugee All Stars | 4:34 |
| 5.  | Cold Turkey         | Lenny Kravitz                                    | 4:41 |
| 6.  | Love                | The Cure                                         | 3:16 |
| 7.  | I'm Losing You      | Corinne Bailey Rae                               | 4:01 |
| 8.  | Gimme Some Truth    | Jakob Dylan feat. Dhani Harrison                 | 3:52 |
| 9.  | Oh, My Love         | Jackson Browne                                   | 2:39 |
| 10. | One Day At A Time   | The Raveonettes                                  | 3:22 |
| 11. | Imagine             | Avril Lavigne                                    | 3:12 |
| 12. | Nobody Told Me      | Big and Rich                                     | 3:30 |
| 13. | Mind Games          | Eskimo Joe                                       | 4:04 |
| 14. | Jealous Guy         | Youssou N'Dour                                   | 3:59 |

| 1.  | Working Class Hero          | Green Day                             | 4:23 |
| 2.  | Power to the People         | The Black Eyed Peas                   | 3:34 |
| 3.  | Imagine                     | Jack Johnson                          | 3:40 |
| 4.  | Beautiful Boy (Darling Boy) | Ben Harper                            | 3:48 |
| 5.  | Isolation                   | Snow Patrol                           | 2:36 |
| 6.  | Watching the Wheels         | Matisyahu                             | 3:18 |
| 7.  | Grow Old With Me            | The Postal Service                    | 2:29 |
| 8.  | Gimme Some Truth            | Jaguares                              | 3:06 |
| 9.  | (Just Like) Starting Over   | The Flaming Lips                      | 3:35 |
| 10. | God                         | Jack's Mannequin feat. Mick Fleetwood | 4:18 |
| 11. | Instant Karma               | Duran Duran                           | 3:55 |
| 12. | #9 Dream                    | a-ha                                  | 4:07 |
| 13. | Instant Karma               | Tokio Hotel                           | 3:10 |
| 14. | Real Love                   | Regina Spektor                        | 3:56 |